# Heiligengeistklamm

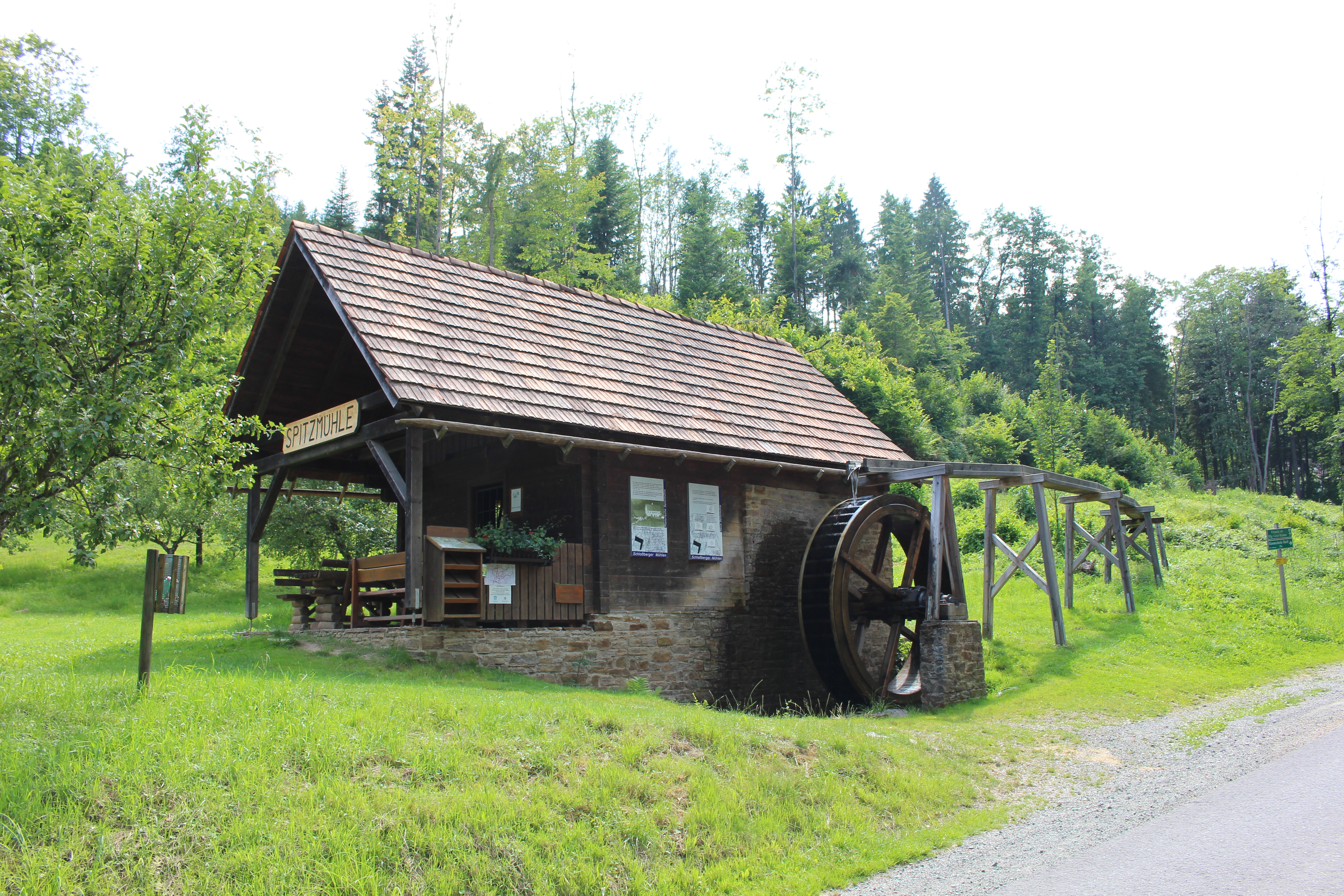
Die Spitzmühle beim Klammeinstieg

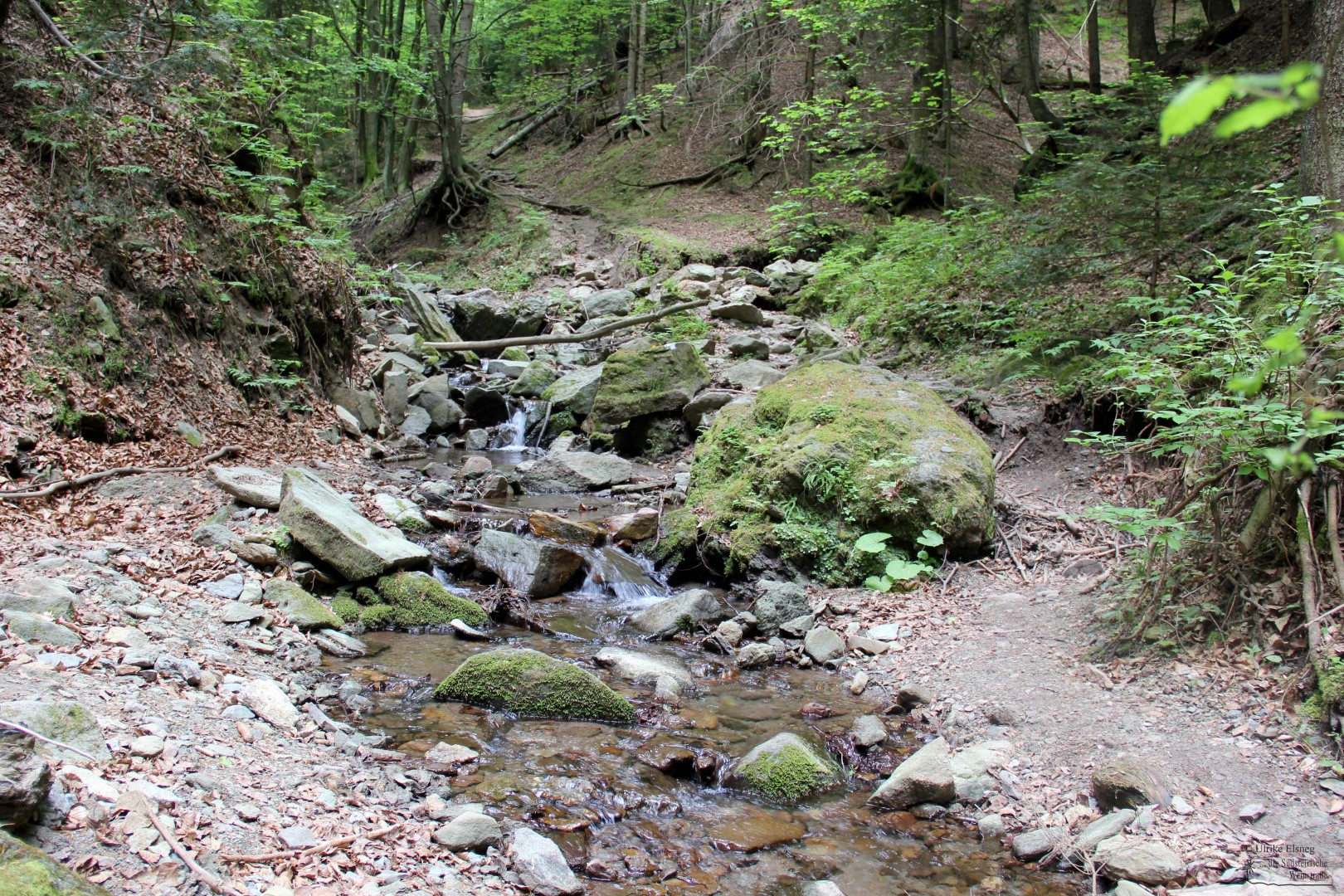
Heiligengeistklamm

Die Heiligengeistklamm ist eine Klamm in der Nähe von Leutschach in der Südsteiermark in Österreich. Sie führt von der Spitzmühle in Schloßberg nach Sveti Duh in Slowenien.
Sie ist als Landschaftsschutzgebiet ausgewiesen.

## Allgemeines
Den Einstiegspunkt in die Heiligengeistklamm in Schloßberg bildet die Spitzmühle, eine nach alten Plänen wieder errichtete Schauwassermühle. Von dort folgt der Weg dem Heiligengeistbach.
Im Wanderwegnetz der Südsteirischen Weinstraße ist die Heiligengeistklamm eingebunden in den Kleeblattwanderweg Nr. 1 (insgesamt 21,6 km). Die Wanderung kann in mehreren Varianten begangen werden. Die Klammwanderung (Rundwanderweg) mit der Rückwegsvariante über den Buschenschank Postl/Dobay beträgt 9,1 km. Dabei werden insgesamt gut 500 Höhenmeter überwunden. Tiefster Punkt mit 390 m ist der Ausgangspunkt/Klammeinstieg, höchster Punkt mit 903 m die Kirche Sv. Duh. Die Klamm selbst ist rund 3 km lang. Der Wanderweg durch die Klamm ist auch Teil einer Variante des Südalpenwegs, einem österreichischen Weitwanderweg.
Die Klamm weist einige felsige Stellen und kleine Wasserfälle auf. Sie ist mit festem Schuhwerk gut zu begehen. An einigen steileren Stellen, Abbrüchen und Erdrutschen ist die Klamm durch Seile gesichert. In den Wintermonaten bei Schnee und Eis ist sie erschwert begehbar. In botanischer Hinsicht bietet sie viele Besonderheiten: Mondviolen, seltene Farne, Waldgeißbart u. v. a.

## Entstehung
Ablaufendes Wasser auf steiler Fläche verfügt über ungeheure Energien, die in Erosion umgesetzt werden. Das Wasser arbeitet sich dabei immer tiefer in den Boden ein und schneidet eine steile Rinne in den Untergrund. Besteht der Untergrund aus hartem, widerstandsfähigem Gestein, so kommt es zur Ausbildung einer Klamm. Hier hat sich der Heiligengeistbach in die Felsen geschnitten.

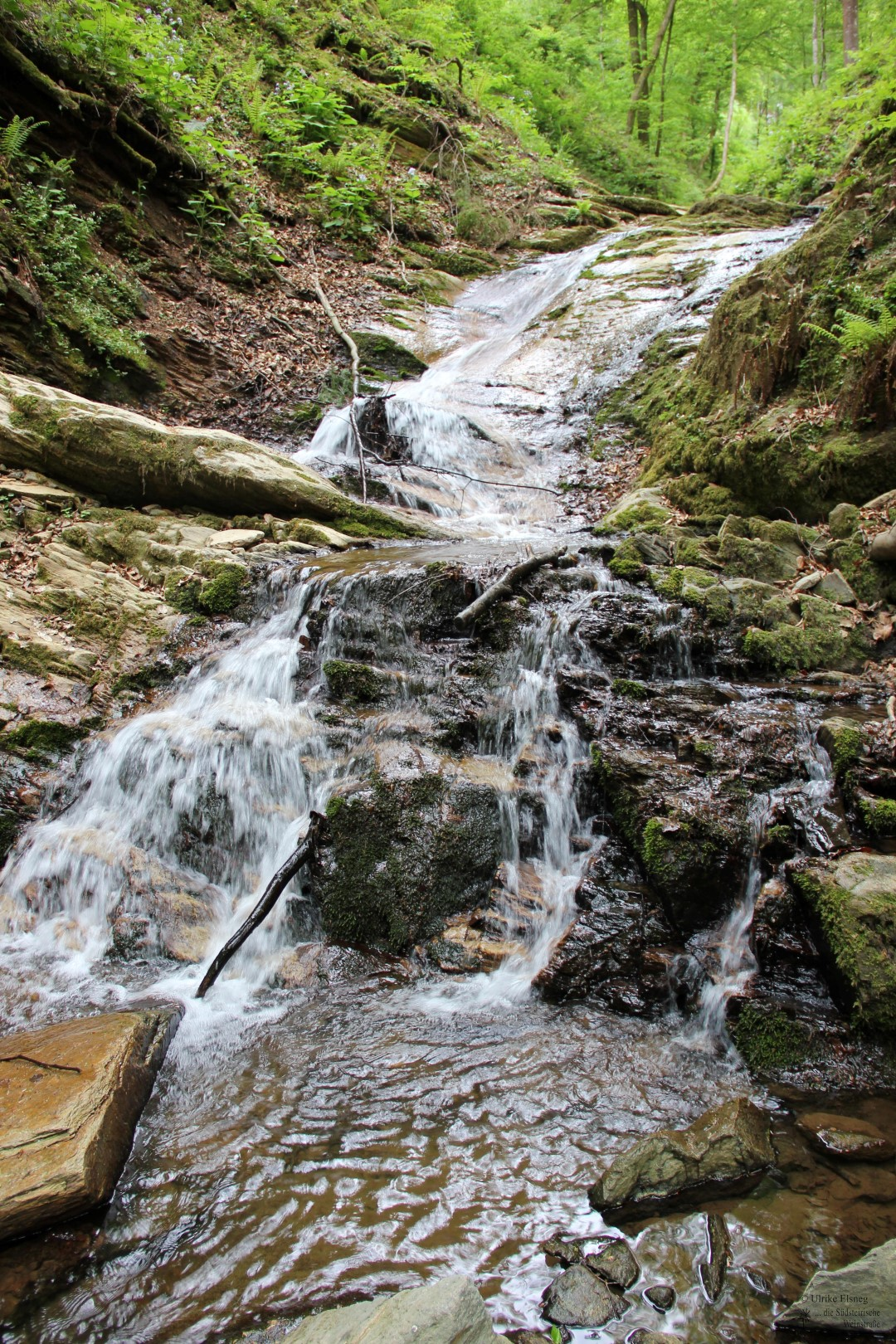
Einer der zahlreichen Wasserfälle in der Heiligengeistklamm

## Wirtschaftliche Bedeutung
In den vergangenen Jahrhunderten war die Klamm der kürzeste Weg von Leutschach nach Sveti Duh. Der Heiligengeistbach hatte eine beträchtliche wirtschaftliche Bedeutung. Die angrenzenden, sehr einsam gelegenen und schwer erreichbaren Bauern bauten Mühlen, die von dem Bach getrieben wurden, in die Klamm, um ihr Getreide möglichst nahe ihren Höfen mahlen zu können. Es wurden steile Wege in die Klamm hinunter angelegt, auf denen das Getreide mit Tragtieren zu den Mühlen gebracht wurde und die zum größten Teil auch heute noch für Forstarbeiten Verwendung finden. Zwei dieser Mühlen (Kuremühle, Ruadlmühle) waren darüber hinaus auch kleine, wasserbetriebene Sägewerke, die bei reichlicher Wasserführung des Baches – vorwiegend zu Zeiten der Schneeschmelze – in Betrieb genommen werden konnten. Heute wird das Wasser nur mehr für eine Schaumühle („Neue Spitzmühle“) genützt, die am Eingang der Klamm steht und besichtigt werden kann.

## „Naturjuwel“ Heiligengeistklamm
Ab den 1960er und 70er Jahren wurden die Mühlen dem Verfall preisgegeben; der Fußsteig durch die Klamm und die Zugangswege zu den Mühlen wurden von der Natur allmählich zurückerobert.
Ab dem Jahr 1968 begann die Stmk. Berg- und Naturwacht Leutschach, die Fußsteige wieder zu errichten, die zahlreichen Flussquerungen begehbar zu machen und die schwierig zu begehenden Wegstrecken abzusichern. Nicht zuletzt durch den seit 1968 alljährlich stattfindenden „Leutschacher Volkswandertag“ entdeckten immer mehr Wanderer und Touristen die naturbelassene Schönheit dieser Klamm und sie entwickelte sich im Laufe weniger Jahre zu einem viel besuchten touristischen Ausflugsziel.
Jeden Pfingstsonntag wird in der Kirche Sv. Duh na ostrem vrhu ein Gottesdienst in Deutsch und einer in Slowenisch abgehalten. Viele Besucher wandern durch die Heiligengeistklamm zur Kirche oder kommen mit dem Auto aus nah und fern zum traditionellen Pfingstfest mit Kirtag und viel Volksmusik.
Im Jahre 2011 wurde die Heiligengeistklamm im Rahmen des grenzüberschreitenden Projektes ETZ Hiking& Biking zum „Naturjuwel“ erklärt, da sie „etwas Besonderes ist, eine hohe Ästhetik hat, Naturphänomene erleben lässt, abseits von touristischen Trampelpfaden liegt, eine hohe Naturnähe besitzt und zur Spitze der Naturschönheiten gehört…“

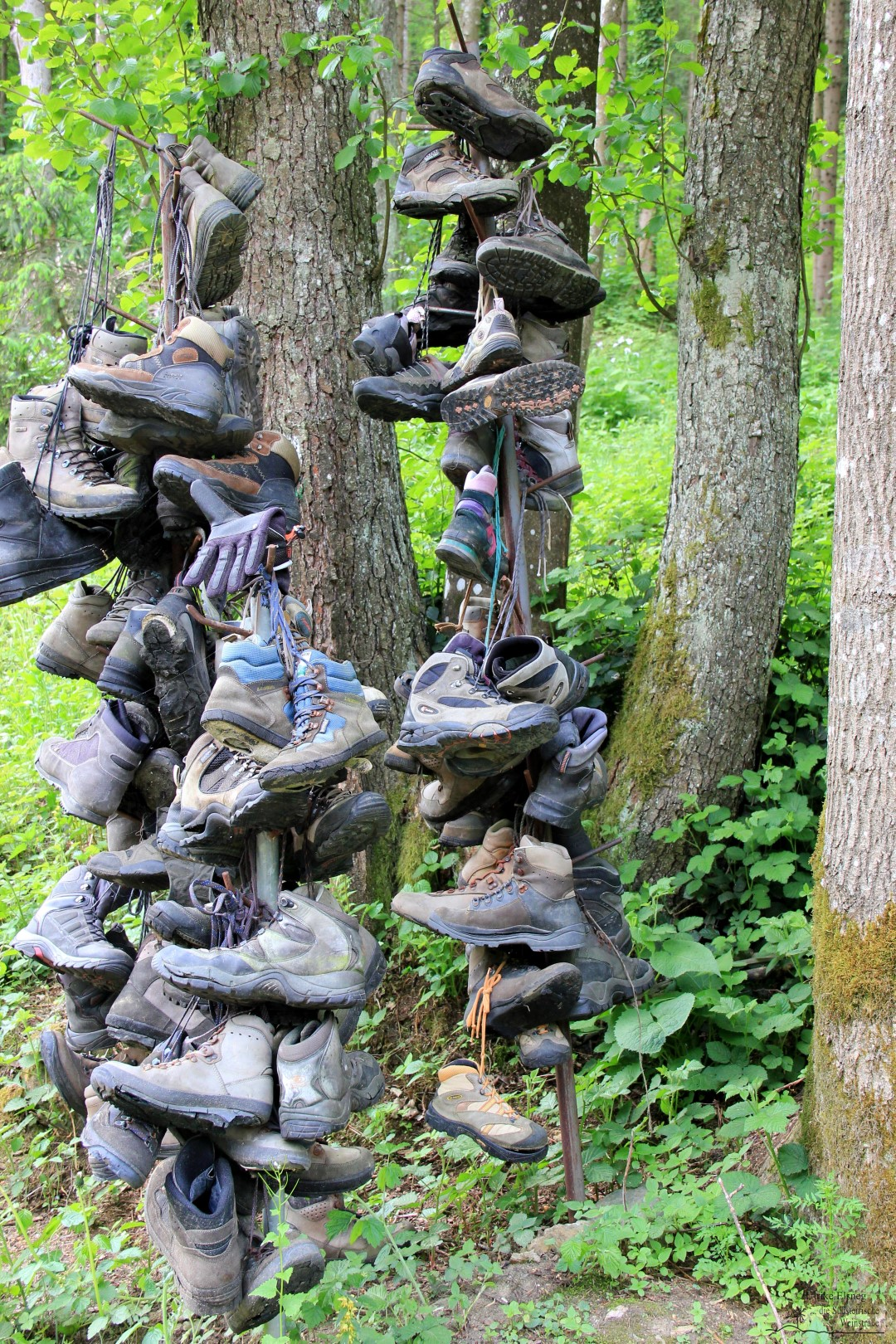
Ein Kunstwerk, das ständig weiter wächst: Kaputte Wanderschuhe werden am Ende der Klamm zur Erinnerung dort gelassen

Die Heiligengeistklamm wurde im Februar 2014 schwer von Schnee und Eisregen getroffen. Umgeknickte Bäume machten die Klamm unbegehbar. 40 Soldaten des österreichischen Bundesheeres und zahlreiche Freiwillige halfen die Klamm wieder begehbar zu machen. Seit Juli 2014 kann man nun wieder durch die Klamm wandern.
Im Oktober 2015 wurde die Heiligengeistklamm als Landessieger in der Steiermark für die ORF-Show "9 Plätze – 9 Schätze" – Österreichs schönster verborgener Platz – gewählt.